# Hiptage yunnanensis
Hiptage yunnanensis là một loài thực vật có hoa trong họ Malpighiaceae. Loài này được C.C. Huang ex S.K. Chen mô tả khoa học đầu tiên năm 1996.